# 虎紋非洲大蝸牛
虎紋非洲大蝸牛（Achatina panthera）為非洲大蝸牛科非洲大蝸牛屬下的一個物種，為原產於非洲南部及東部的大型陸生性蝸牛，目前已入侵台灣。入侵原因不明，與非洲大蝸牛混生並且危害農作物。

## 分類學
過去曾認為是近緣種无斑玛瑙螺底下的一個亞種 Achatina immaculata panthera，現在獨立為一個物種。學名的種小名 panthera，是獵豹的意思，形容其殼上紋路如同豹斑。
非洲大蝸牛屬的物種不但外觀近似，且食性、棲地選擇與入侵力也近似，在同科中外觀近似的Limicolaria flammea也在新加坡與非洲大蝸牛混生，情況類似臺灣虎紋非洲大蝸牛的狀況。由於同科的外觀型態類似，也有可能其中包含了未發現但存在的隱密種尚未被記錄。

## 物種描述
本種成中大紡錘形，右旋。在非洲地區殼寬平均約為8cm，最大可到8.5cm，在台灣則約4-6.5mm。殼高可達10cm以上，縫合線不明顯。在非洲地區平均為14cm，最大可到16.5cm，螺層數約7.5至9層。殼黃褐色至灰白色，具有紅褐色的縱紋或是火焰斑塊，生長紋明顯，殼頂第1～3層殼色較淺，殼口寬廣為卵圓形，殼口軸唇緣處為深粉紅色。殼口軟體幼蝸時為淺褐色，成蝸後轉為灰白色，體色較非洲大蝸牛淡，且殼上有許多白色細紋。

## 生活習性
多在潮溼環境活動，如下雨天及夜間，常於農田、果園與樹林間發現。食青苔、苔癬、蕨類與真菌子實體。在臺灣，繁殖力與進食速度皆比非洲大蝸牛快，是龍鬚菜與山蘇等菜葉作物的農產危害外來種。

## 分布與棲地
本種分布於非洲南部之辛巴威、剛果，被引進模里西斯及馬達加斯加。目前已入侵至法属圭亚那、臺灣多處，為強勢的入侵外來種。在臺灣，分布於新北市、基隆市、花蓮縣、彰化市、屏東市、台東縣等地。

## 近似種的辨別
在臺灣地區，另有近似型態物種褐雲玛瑙螺（Achatina fulica），無明顯棲地差異偏好，使得辨別更加困難。尤其體色為灰白色，容易與非洲大蝸牛的白子混淆。肉眼最容易辨別的方法是看軸唇緣處是否為深紅色，其次看老熟個體是否有許多白色細紋。與白子的非洲大蝸牛不同的地方是，虎紋非洲大蝸牛身上具有網狀淺褐色紋路，而非洲大蝸牛的白子體色近乎全白無網紋。

## 發現歷史
最早由法國博物學者Férussac發現於南非近馬達加斯加處。

## 入侵性
在臺灣，2011年國立海洋生物博物館研究員邱郁文，與黃大駿、謝寶森、梁世雄等人調查研究顯示在南部的屏東內埔鄉、車城鄉及臺東東河鄉、卑南鄉等地，且從各種大小殼的採集來推論，很可能已經建立穩定族群。此後陸陸續續有網路照片傳出紀錄，2012年新增桃園。2014年以前調查記錄增加彰化二水鄉、基隆市，範圍已片及臺灣南北。